# Gradnja
Gradnja (cyr. Градња) – wieś w Serbii, w okręgu pczyńskim, w mieście Vranje. W 2011 roku liczyła 187 mieszkańców.